# 우사좌타
우사좌타는 야구에서 사이드암의 형식으로 공을 던지고 타석에선 좌타자의 타석으로 들어서는 야구 선수를 가리키는 단어이다.

## 설명
우사좌타의 선수는 우언좌타와 더불어 우투좌타 유형 중에 하나인 야구 선수 유형이다. 우언좌타인 선수들은 전부 투수에 포진되어 있다. KBO에선 우사좌타인 선수는 신정락이 대표적이며 MLB에서는 카일 크릭이 우사좌타인 선수가 된다.

## 같이 보기
- 야구
- 투수